# Aleurocanthus indicus
Aleurocanthus indicus es un hemíptero de la familia Aleyrodidae, con una subfamilia: Aleyrodinae. Fue descrita científicamente en 1989 por David & Regu.